# 1165 Imprinetta
1165 Imprinetta è un asteroide della fascia principale del diametro medio di circa 48,82 km. Scoperto nel 1930, presenta un'orbita caratterizzata da un semiasse maggiore pari a 3,1221779 UA e da un'eccentricità di 0,2142609, inclinata di 12,81335° rispetto all'eclittica.
Il suo nome è in onore della moglie dello scopritore.